# Łowiczsko-błoňská planina
Łowicko-błońská planina je planina tvořící jihozápadní část Středomazovské nížiny. Leží na jihu od údolí Visly a Bzury. Mezi města, která se na jejím území nachází, patří Sochaczew, Błonie, Grodzisk Mazowiecki, Łowicz, Pruszków, Skierniewice a Żyrardów. Jde o morénovou denudační planinu, jíž z jihu na sever protékají početné přítoky Bzury, mezi nimiž ty nejdůležitější jsou: Moszczenica, Mroga, Skierniewka, Rawka, Sucha, Pisia a Utrata. Na tomto území existují příznivé podmínky pro rozvoj zemědělství, zejména sadovnictví a pěstování zeleniny díky přítomnosti půdního prachu a černé půdy.